# Cho Yoon-jeong
Cho Yoon-jeong (coreano:조윤정, Andong, 2 de abril de 1979) ex jugadora de tenis coreana.
Su mejor clasificación en la WTA fue la número 45 del mundo, que llegó el 14 de julio de 2003. En dobles alcanzó número 98 del mundo, que llegó el 22 de septiembre de 2003. Ganó un títulos WTA en dobles, además de cinco individuales y diez títulos de dobles en el ITF tour.

## Títulos WTA

### Individual (0)
| Leyenda               |
| --------------------- |
| Grand Slam (0)        |
| WTA Championships (0) |
| Tier I (0)            |
| Tier II (0)           |
| Tier III (0)          |
| Tier IV & V (0)       |

#### Finalista (3)
| N.º | Fecha                   | Torneo   | Superficie | Oponentes         | Resultado      |
| --- | ----------------------- | -------- | ---------- | ----------------- | -------------- |
| 1.  | 10 de noviembre de 2002 | Pattaya  | Dura       | Angelique Widjaja | 2-6, 4-6       |
| 2.  | 11 de enero de 2003     | Auckland | Dura       | Eleni Daniilidou  | 4-6 6-4 6-7(2) |
| 3.  | 19 de enero de 2006     | Canberra | Dura       | Anabel Medina     | 4-6, 6-0, 4-6  |

### Dobles (1)
| Leyenda               |
| --------------------- |
| Grand Slam (0)        |
| WTA Championships (0) |
| Tier I (0)            |
| Tier II (0)           |
| Tier III (0)          |
| Tier IV & V (1)       |

| N.º | Fecha                    | Torneos | Superficie | Pareja     | Oponentes                     | Resultado     |
| --- | ------------------------ | ------- | ---------- | ---------- | ----------------------------- | ------------- |
| 1.  | 29 de septiembre de 2004 | Seúl    | Dura       | Jeon Mi-ra | Chuang Chia-jung Hsieh Su-wei | 6–3, 1–6, 7–5 |

#### Finalista (4)
| N.º | Fecha               | Torneos  | Superficie | Pareja              | Oponentes               | Resultado   |
| --- | ------------------- | -------- | ---------- | ------------------- | ----------------------- | ----------- |
| 1.  | 2 de agosto de 2003 | Stanford | Dura       | Francesca Schiavone | Cara Black Lisa Raymond | 6–7(5), 1–6 |